# L'Épine dans le cœur
Pour plus de détails, voir Fiche technique et Distribution.
L'Épine dans le cœur est un documentaire français réalisé par Michel Gondry, sorti en 2010. Il a été présenté hors compétition au Festival de Cannes 2009.

## Synopsis
Michel Gondry brosse un portrait de sa famille dans les Cévennes (sur les pentes du mont Aigoual entre la Lozère et le Gard), notamment celui de sa tante Suzette, institutrice de 1952 à 1986...

## Fiche technique
- Titre anglophone : The Thorn in the Heart[1]
- Réalisation : Michel Gondry
- Photographie : Jean-Louis Bompoint
- Montage : Marie-Charlotte Moreau
- Production : Georges Bermann
- Société de production : Partizan
- Sociétés de distribution : Mars Distribution (France), Oscilloscope Pictures (Etats-Unis, Canada)
- Format : couleur et noir et blanc - 1,85:1 - 35mm - Son DTS / Dolby Digital
- Langue originale : français
- Genre : documentaire
- Pays d'origine :  France
- Dates de sortie[1] : 
  - France : 15 mai 2009 (Festival de Cannes 2009)
  - Pologne : 10 octobre 2009 (Festival du film de Varsovie)
  - États-Unis : 2 avril 2010
  - France : 21 avril 2010

## Distribution
- Suzette Gondry
- Jean-Yves Gondry
- Sasha Allard
- Remi Andre
- Lucas Andreo
- Laura Arjailles
- Sophie Balderelli
- Viviane Bastide
- Henri Bec
- Gabrielle Bell
- Denis Bertaux
- Denis Bertavy
- Berthezene Denise
- Francis Bertot
- Gerard Bertrand
- Tiffany Limos

## Le projet
- Le réalisateur a eu l'idée de ce documentaire grâce à son fils qui lui a demandé de faire ce film car sa tante a « trop d'histoires à raconter »[2].
- L'arrivée dans le documentaire du fils de Suzette a considérablement modifié le cours du film. Michel Gondry a alors décidé de se focaliser sur cette relation mère-fils. Suzette a eu son propre fils comme élève et ce dernier semble l'avoir très mal vécu.
- Ce documentaire français "familial" intervient dans la filmographie de Michel Gondry après des films tournés autour du rêve (Eternal Sunshine of the Spotless Mind et La Science des rêves) et la comédie américaine Soyez sympas, rembobinez. L'Épine dans le cœur a quelque peu dérouté la critique par son sujet et sa simplicité[2].
- Une exposition de Jean-Yves Gondry a lieu à la galerie Chappe[3].